# 斯圖金卡
51°50′15″N 33°1′18″E / 51.83750°N 33.02167°E
斯圖金卡（烏克蘭語：Студинка），是烏克蘭的村落，位於該國北部切爾尼戈夫州，由諾夫哥羅德-謝韋爾斯基區負責管轄，面積1.28平方公里，海拔高度134米，2001年人口421，人口密度每平方公里328.9人。